# Omoto-dake
Der Omoto-dake (jap. 於茂登岳) ist ein Berg auf der japanischen zur Yaeyama-Gruppe gehörenden Insel Ishigaki. Mit einer Höhe von 526 m ist er der höchste Berg der Insel sowie der Präfektur Okinawa. Er ist Teil des Iriomote-Ishigaki-Nationalparks. Zusammen mit der Kabira-Bucht wurde er am 11. September 1997 als Landschaftlich Schöner Ort ausgewiesen.

## Galerie

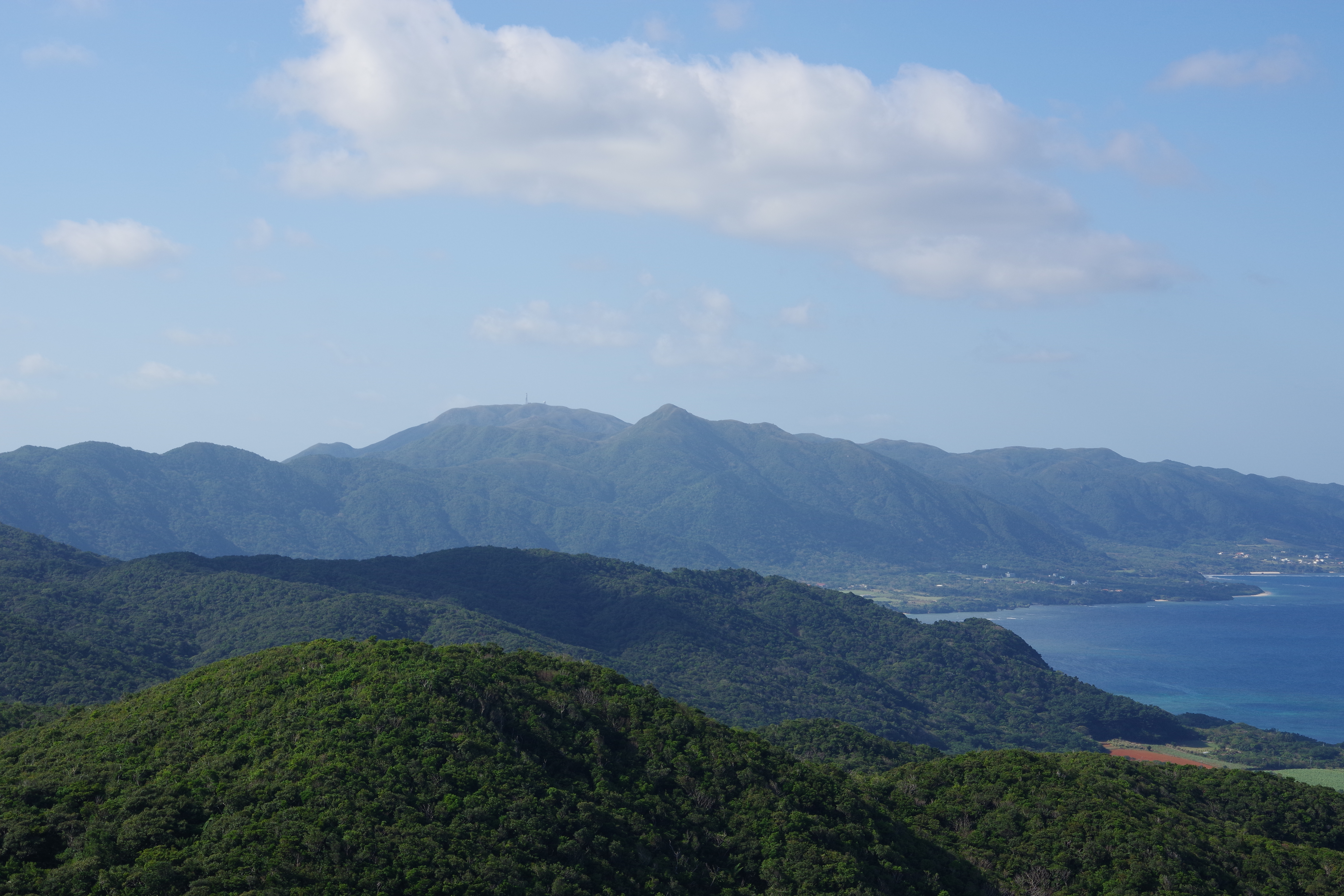
Fukaimoto und Omoto-dake
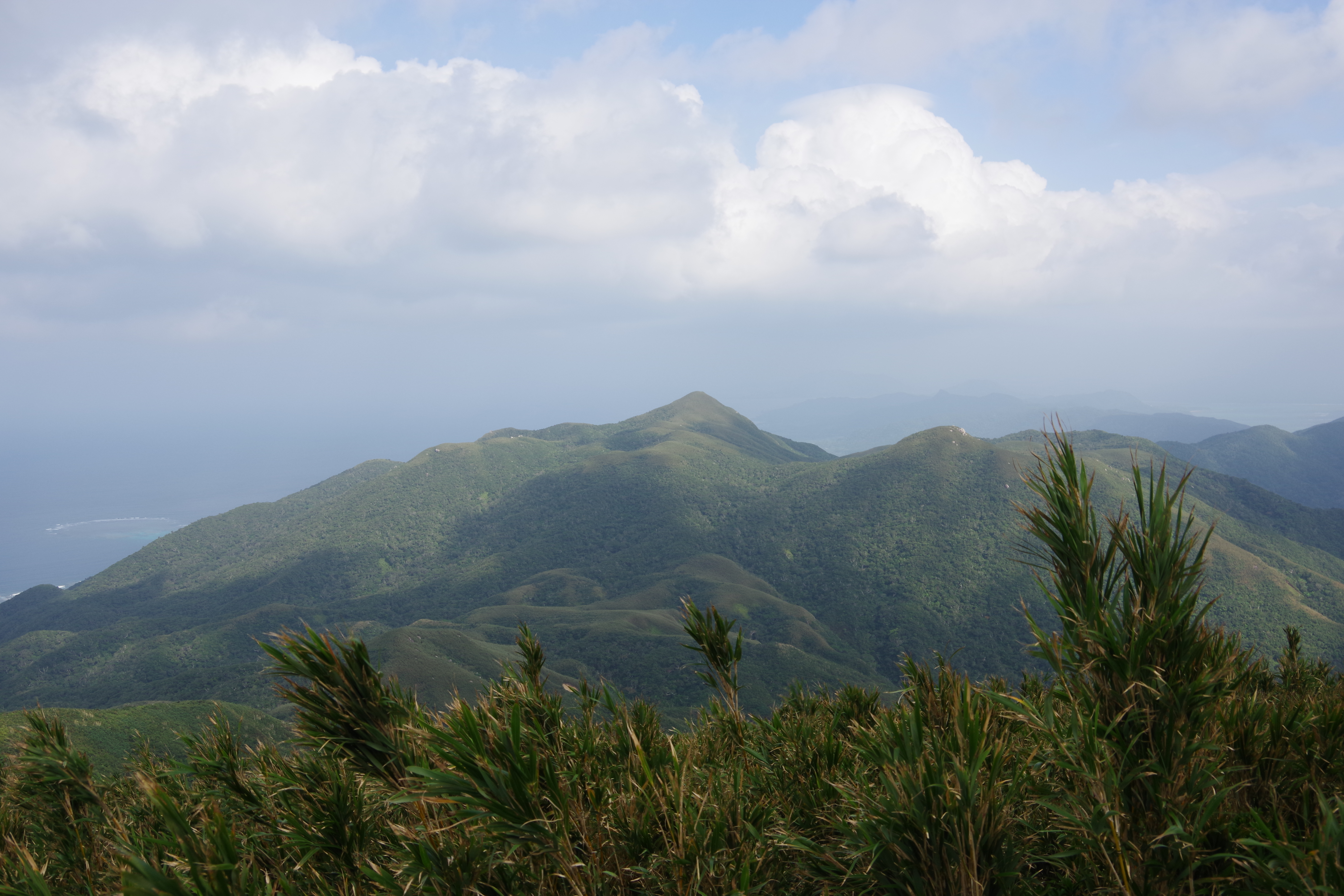
Blick auf Fukaimoto von Omoto-dake
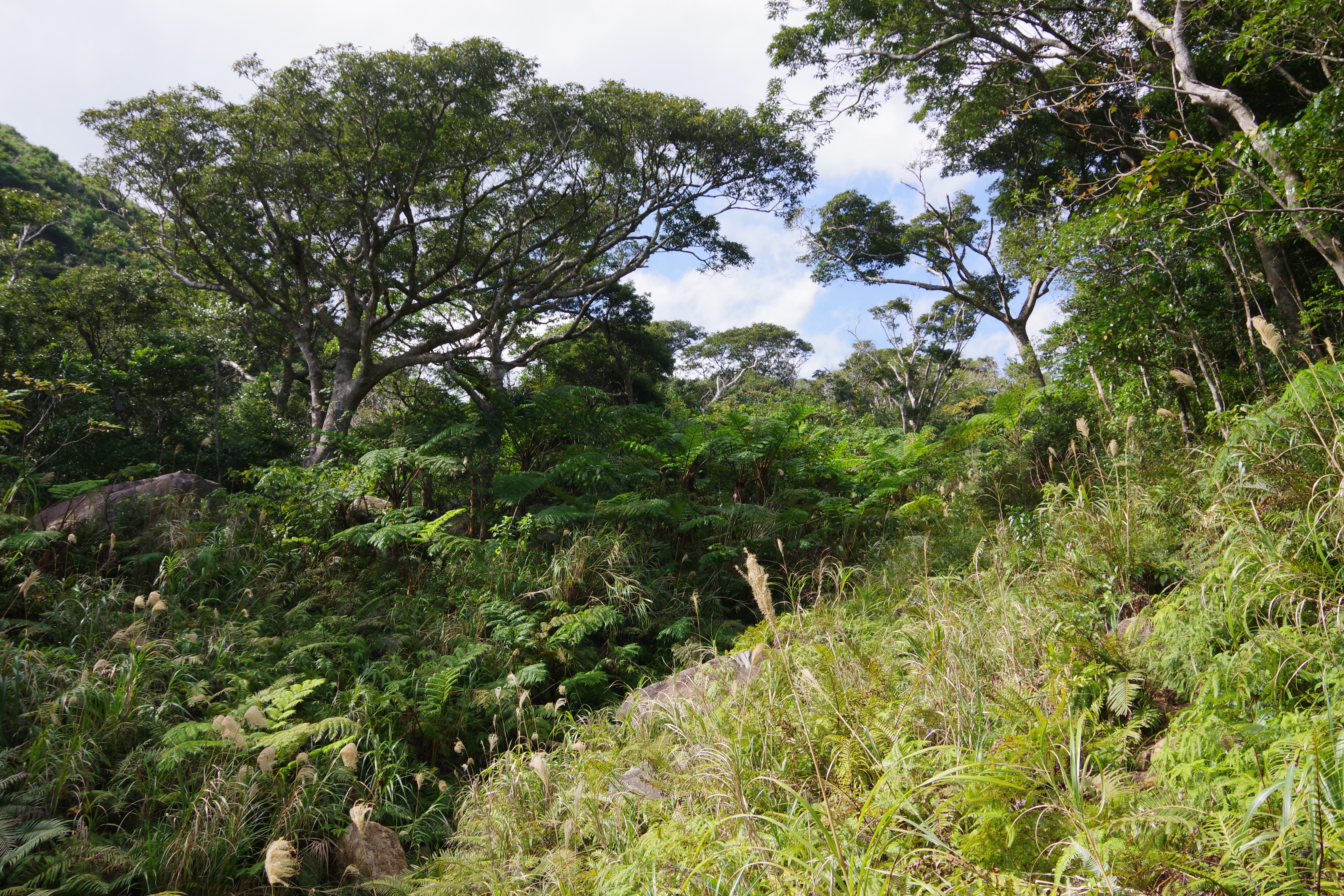
Flora
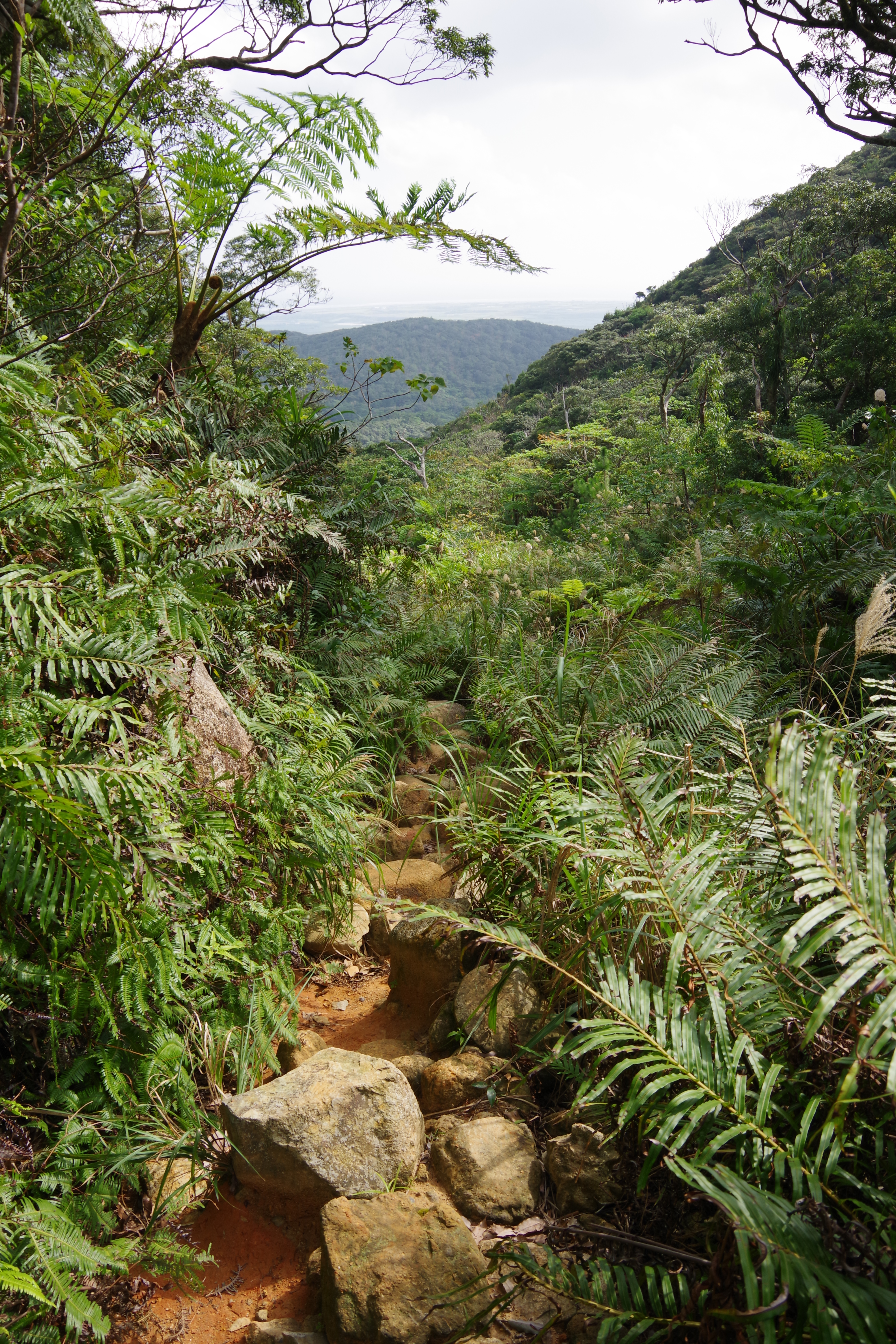
Bergpfad zum Omoto-dake